# クロテナガザル属
クロテナガザル属（クロテナガザルぞく、Nomascus）は、哺乳綱霊長目テナガザル科に分類される属。別名ホオジロテナガザル属。
従来はテナガザル属 Hylobates 内の1亜属で、この亜属の全ての個体が種クロテナガザル Hylobates concolor 1種に分類されていた。全身が黒い種もあるし、全体は明るめで頭部に黒いトサカ状の毛を持つ種、頬に明るいヒゲ状の毛を持つ種など様々である。クロテナガザル属の1種であるヒガシクロテナガザルは、世界で最も絶滅の危機に瀕している類人猿とされている。

## 分布
カンボジア東部、中華人民共和国南東部（海南島含む）、ベトナム、ラオス
主にメコン川以東に分布するが、カンムリテナガザルの一部はメコン川以西にも分布する。

## 分類
属名Nomascusは古代ギリシャ語で「遊動する」の意。
以前はテナガザル属Hylobates内のクロテナガザル亜属Nomascusとされ、クロテナガザル亜属はクロテナガザルHylobates concolorのみで構成されていた。後にクロテナガザルの亜種とされていたキホオテナガザル（ホオアカテナガザル）などの種が独立種として分割されるようになった。2001年にはテナガザル属から分割し、独立した属とする説が提唱された。
染色体数は2n=52。
以下の分類・和名・英名は日本モンキーセンター(2018)に従う。
- Nomascus concolor カンムリテナガザル Crested gibbon
- Nomascus gabriellae キホオテナガザル Red-cheeked gibbon
- Nomascus hainanus ハイナンテナガザル Hainan gibbon
- Nomascus leucogenys キタホオジロテナガザル Northern white-cheeked gibbon
- Nomascus nasutus カオヴィットカンムリテナガザル Cao-vit crested gibbon
- Nomascus siki ミナミホオジロテナガザル Southern white-cheeked gibbon

## 人間との関係
開発による生息地の破壊・分断化、食用や薬用の狩猟などにより生息数が減少している種もいる。